# Television Malawi
Television Malawi (TVM), fundada el 1999, va ser un canal de televisió públic dirigit per la Malawi Broadcasting Corporation (MBC) a Blantyre, Malawi. Des de la fusió de les empreses de ràdio i televisió el 2011, el canal opera baix la marca paraigua «MBC» i transmet el seu senyal a tot el país per satèl·lit.

## Història
El govern del Partit del Congrés de Malawi estava en contra de la introducció de la televisió a Malawi. El 1996, la idea es va plantejar per primera vegada després d'un canvi de poder polític al Front Democràtic Unit. El govern va nomenar la Corporació de Correus i Telecomunicacions de Malawi amb l'ajuda del canal privat de Malàisia TV3 i més tard de la Corporació de Desenvolupament de Malawi.
Fins aquell moment, els únics serveis de televisió disponibles a Malawi s'oferien per satèl·lit. Inicialment es va suggerir que les emissions començaren el març de 1997. Més tard, la data de llançament es va avançar a novembre de 1996. Els equips els va proporcionar Sony i NEC. L'emissora es va configurar per a emetre a la banda VHF III.
Després d'una sèrie de retards, Television Malawi es va obrir l'1 d'abril de 1999, a temps per a les eleccions d'aquell any. Es va fer una àmplia cobertura de la campanya. Inicialment, l'emissora tenia un abast limitat a Lilongwe i Blantyre, per a uns quants milers d'espectadors, amb l'objectiu a llarg termini d'estendre el seu abast a tot el país i assolir fins a 40.000 espectadors. El llançament també va coincidir amb l'aprovació a principis d'any del nou projecte de llei de comunicacions, que va donar a MBC independència editorial del govern. Com que Malawi no tenia un centre de producció adequat, va haver de dependre de la programació de Sud-àfrica i Zimbàbue. A partir de setembre de 1999, el canal va començar a emetre 24 hores els caps de setmana. La programació local diària era de 18:00 a 20:15 hores, i ara ja arribava a pràcticament tot el país, excepte dos districtes del nord. TVM va produir notícies, programació cultural, un programa infantil, un programa de dones, un programa de drets legals (Coneix els teus drets) i una programació religiosa islàmica i cristiana. Tot i això, el públic va pressionar TVM per l'excessiva difusió de continguts estrangers dels Estats Units, Sud-àfrica, Xina i França, amb l'objectiu d'augmentar la programació local. Aconseguir la cobertura nacional era un repte. Llavors, molt poca gent mirava la televisió i estava plagada de problemes financers i tècnics. De les 55 hores setmanals, només 10 se'n dedicaven a programes locals. Per a compensar alguns d'estos problemes, TVM va planejar la incorporació de llicències de televisió.
L'any 2000, el 80 % de la programació consistia en redifusions de BET International, Worldnet i TVAfrica. El govern va planejar la introducció d'una taxa de llicència de televisió a partir del gener de 2001. En aquell moment, el país tenia poc més de 50.000 televisors, per a 300.000 espectadors.

### Fusió de Television Malawi i l'MBC
L'1 de juliol de 2011, TVM i MBC es van fusionar. Des que es va fer efectiva la fusió, la primera cadena de televisió del grup opera baix la marca «MBC TV 1» o simplement «MBC». El 19 de febrer de 2013, Television Malawi, ara reanomenada com a MBC TV, va començar a emetre al canal 295 de DStv, una plataforma de televisió per satèl·lit d'Àfrica.